# Ла-Жюжи дю Пюи-Дюваль, Франсуа де
Франсуа де Ла-Жюжи дю Пюи-Дюваль (фр. François de La Jugie du Puy-du-Val; ум. 1596, Иссуар), барон де Рьё (Rieux) — французский генерал.

## Биография
Сын Жака-Жермена де Ла-Жюжи дю Пюи-Дюваля (ум. 1557), барона де Рьё, и Антуанетты д'Орезон.
Сеньор и барон де Рьё, государственный советник, капитан пятидесяти тяжеловооруженных всадников.
В 1557 году, еще в юном возрасте, унаследовал от отца должность губернатора замка и крепости Минерв. В 1557—1559 годах воевал в Пьемонте под командованием маршала Бриссака и был тяжело ранен. На Генеральных штатах в Мо в 1560 году представлял сенешальство Каркассона и продемонстрировал враждебность к протестантам.
С началом Первой религиозной войны в 1562 году собрал в Лангедоке несколько отрядов и 14 августа был назначен их кампмейстером. В том же году повел свои войска на осаду Руана, 19 декабря командовал ими в битве при Дрё, а в 1563-м при осаде Гавра, по окончании которой 1 августа распустил своих людей.
В 1565 году Карл IX, находившийся в Лангедоке, назначил барона губернатором Нарбона, а в 1568-м пожаловал в рыцари ордена короля.
В правление Генриха III Франсуа, тесно связанный с домом Монморанси, активно участвовал в военных действиях в Лангедоке и несколько раз содействовал примирению между маршалом Дамвилем и королевским двором.
31 декабря 1585 был пожалован в рыцари орденов короля.
Кампмаршал; в этом качестве получил жалование 26 апреля 1589. Участвовал в осаде Парижа и после смерти короля одним из первых признал власть Генриха IV, участвовал в атаке пригородов Парижа и битве при Арке. В благодарность за службу король в 1591 году назначил барона генеральным наместником и командующим войсками Оверни.
«Он всегда был добрым католиком, однако монахи старались выставить его пособником гугенотов, потому что он не исполнил полученный приказ о резне гугенотов в Нарбоне, и потому что после взятия нескольких гугенотских городов он получил репутацию того, кто всегда, насколько это возможно, останавливал ярость солдат».

## Семья
Жена (1556): Анн д'Орнезан, дама де Сен-Бланкар, дочь Бернара д'Орнезана, барона де Сен-Бланкара, губернатора Систерона, и Филиберты д'Отён
Дети:
- Филеберта. Муж (1582): Жан де Вабр (ум. 1643), барон де Кастельно д'Эстрефон
- Анн (ум. 24.08.1608), барон, с 1601 года граф де Рьё. Жена (1590): Луиза де Крюссоль д'Юзес, дочь Жака де Крюссоля, герцога д'Юзеса, и Франсуазы де Клермон
- Жак (ум. 1609), граф де Рьё
- Франсуа (ум. 1.09.1632), граф де Рьё. Жена: Маргерит де Нарбон де Фимаркон
- Шарлотта, дама де Сен-Бланкар. Муж: Мелькиор де Лозьер
- Луиза
- Франсуаза. Муж (16.04.1606): Пьер де Бонне (ум. 1646), сеньор де Морейян